# 24619 Danielarsham
24619 Danielarsham è un asteroide della fascia principale. Scoperto nel 1979, presenta un'orbita caratterizzata da un semiasse maggiore pari a 2,6672622 au e da un'eccentricità di 0,2433426, inclinata di 13,52710° rispetto all'eclittica.